# За закатом
«За закатом» (иер. трад. 飛越黃昏, кант.-рус.: Фэй юэ хуан хун, англ. Beyond the Sunset) — гонконгская драма 1989 года, режиссёр Джейкоб Чён. Главные роли исполнили Фун Поупоу, Лоуэлл Ло, Ричард Нг, Сесилия Ип и Лоу Чи Вай.
Картина получила 8 номинаций на 9-й Гонконгской кинопремии. Фильм завоевал победы в трёх номинациях: «Лучший фильм», «Лучший сценарий» (Кэм Чон Чан, Джэйкоб Чун) и «Лучшая женская роль второго плана» (Сесилия Ип).

## Сюжет
Китаянка Перл (Сесилия Ип) переехала в США. Её мать (Фун Поупоу) была недовольна этим решение дочери. Постепенно её гнев которой нарастает, что отражается на её собственной жизни и жизни окружающих.

## В ролях
- Фун Поупоу — Мэй
- Лоуэлл Ло — Аллен
- Ричард Нг — Вонг
- Сесилия Ип — Перл
- Лоу Чи Вай — Дерек

## Награды и номинации
| Награды                    | Награды                           | Награды                  | Награды   |
| Кинопремия                 | Категория                         | Лауреат / претендент     | Результат |
| -------------------------- | --------------------------------- | ------------------------ | --------- |
| 9-я Гонконгская кинопремия | Лучший фильм                      | За закатом               | Победа    |
| 9-я Гонконгская кинопремия | Лучшая режиссёрская работа        | Джейкоб Чён              | Номинация |
| 9-я Гонконгская кинопремия | Лучший сценарий                   | Кэм Чон Чан, Джэйкоб Чун | Победа    |
| 9-я Гонконгская кинопремия | Лучшая женская роль               | Фун Поупоу               | Номинация |
| 9-я Гонконгская кинопремия | Лучшая мужская роль               | Ричард Нг                | Номинация |
| 9-я Гонконгская кинопремия | Лучшая женская роль второго плана | Сесилия Ип               | Победа    |
| 9-я Гонконгская кинопремия | Лучший новый актёр                | Лоу Чи Вай               | Номинация |
| 9-я Гонконгская кинопремия | Лучшая работа художника           | Янк Вонг                 | Номинация |